# 高德西
高德西（1915年—2005年4月2日），山西太原市人，中华人民共和国政治人物、中国人民解放军开国少将。

## 生平
1936年，加入中国共产党。担任过中共山西省工人工作委员会书记。1937年，参加山西青年抗敌决死队。抗日战争初期，在山西省国民军军官教导第8团政治部当干事，后任教导第8团党支部书记，青年抗敌决死第1纵队1总队3大队教导员，第3总队2大队教导员，总队政治部组织科科长，游击第2团政治处主任，第1纵队直属政治部主任。1941年秋，任决死纵队第59团政治委员，参加了百团大战。1942年4月，任八路军第129师第386旅17团政治委员，开辟中条山抗日根据地。1943年，进入中共中央党校学习。后任晋豫联防区第三军分区政治委员。1945年6月，任太岳军区政治部宣教部副部长。
第二次国共内战期间，任太岳军区政治部组织部部长。先后参加了翼城、霍县、灵石等战斗。1946年7月，任太岳军区政治部副主任，1947年5月，任主任。1948年5月，任华北军区第15纵队政治部副主任，8月任主任。参加了临汾战役、晋中战役、太原战役等。1949年4月，任第18兵团第62军政治部主任。
中华人民共和国成立后，任西康省军区副政治委员。1956年于政治学院毕业后，任军政治委员。1964年，调任中共中央国防工业政治部副主任。1961年，被授予少将军衔。1979年，任军事科学院政治部主任。曾获二级独立自由勋章、一级解放勋章。1988年获一级红星功勋荣誉章。2005年4月2日，在北京逝世，享年91岁。